# إيفيريفاي
ايفيريفاي (تحقق العين) هي شركة إلكترونية لتكنولوجيا الأمن البيومتيرية (علم الاحياء الاخصائي) مقرها في مدينه كانساس بولاية ميسوري. يوفر منتجها الرئيسي معرف بصمه العين. التحقق باستخدام عروق العين وغيرها من المميزات الدقيقة في وحول العين. يتم استخدام صور العين البشرية لمصادقه مستخدمي الأجهزة المحموله. ترخص ايفيريفاي برمجياتها لاستخدامها في التطبيقات المصرفيه عبر الاجهزه المحموله. مثل تلك التي يقدمها، تينجرن بنك. NCR/ديجيتل انسايد، و  ويلز فارغو.

## حول
ايفريفاي هي جزء من حي تقاطع مدينة كانساس بالإضافة إلى العديد من شركات التقنية الأخرى. . المنتج الرئيسي لـ ايفيريفاي هو معرف بصمة العين، وهو نظام يصادق على المستخدمين من خلال التعرف على أنماط الأوعية الدموية التي تظهر في الصلبة (عين) وبياض العين، بالإضافة إلى الميزات الدقيقة الأخرى المستندة إلى العين. وتقييم مستقل من قبل شركة iBeta حددأن معرف بصمة العين يمتلك متطلبات التضمين كنظام فرعي مدمج في الوصفة الإلكترونية لتطبيق المواد الخاضعة للرقابة (EPCS).

## التاريخ
أسس رجل الأعمال توبي راش الشركة في عام 2012، بعد زيارة مختبر الأستاذ البروفسور رضا دراخشاني في جامعة ميسوري - كانساس سيتي، الذي طور تقنية التحقق من وريد العين. يحمل دراخشاني براءة اختراع معرف بصمة العين وهو يعمل الآن كرئيس قسم العلوم في الشركة. في سبتمبر 2016، تم شراء ايفريفاي بواسطة علي بابابايمنت ارم، آنت فانيشل مقابل 100مليون دولار.

## المستثمرون
في سبتمبر 2016، استحوذت آنت فانيشل، ذراع الخدمات المالية لمجموعة علي بابا، على ايفريفاي بمبلغ يقدر بـ 100مليون دولار. قبل ذلك، استثمرت ويلز فارغو وسيبرينت و شيهو360و سامسونج للإلكترونيات أكثر من 6 ملايين دولار في ايفيريفاي. كما كان ميد اميريكا إنجيل وونبراسكا إنجيل مستثمرين. كانت الشركة أحد المشاركين الأوائل في برنامج (ويلز فارغو ستارتاب
اكسسليليتر)للمبتكرين في أمان الهاتف المحمول.

## شركاء / عملاء

### الخدمات المالية
في أبريل 2016، أصبح تينجرن بنك أول مؤسسة مالية كندية تقدم هوية معرف بصمة العين. في الشهر نفسه، ناقش ويلز فارغو تطبيق معرف بصمة العين في صيف 2016مع صحيفة وول ستريت جورنال. وذكر البنك الكبير أنه «اختبر تقنيات التعرف على الصوت والوجه ولكنه وجد أن كل منها كان عرضة لتقلبات في البيئة»، وأن «معرف بصمة العين يعمل بشكل صحيح في كثير من الأحيان وأكثر خصوصية.»
في أكتوبر 2015، أضافت RSA سكيوريتي معرف بصمة العين إلى مجموعة تطوير برامج المصادقة التكيفية، بعد تقييم مكثف للتكنولوجيا، لتوفير المصادقة البيومترية داخل التطبيق لعمليات تسجيل الدخول والمعاملات عالية المخاطر.
أعلنت ايفيريفاي واولشان كاب عن شراكة لتقديم معرف بصمة العين للمؤسسات في تركيا ودول أوروبية أخرى. كان مشروعهم الأول هو الاندماج مع فودافون تركيا موبايل، فودافون سيب كوزدان.
أجرى ماونتن أمريكا كريديت يونيون إصدارًا تجريبيًا من معرف بصمة العين كجزء من نظام المصادقة البيومترية المزدوج، مما يجعله أول مؤسسة مالية تطلق رسميًا معرف بصمة العين في الولايات المتحدة.
أعلنت ديجيتل انسايد، وهي قسم من NCR ، في فبراير 2015، أنها ستدمج معرف بصمة العين في منصتها المصرفية عبر الهاتف. اعتبارًا من 30 تشرين الأول (أكتوبر) 2015، تستخدم خمس مؤسسات مالية للرؤية الرقمية معرف بصمة العين في تطبيق الخدمات المصرفية عبر الهاتف المحمول: سيرفيسيز كريديت يونيون، اريزونا فيردل كريديت يونيون، كوميونيتي أمريكا كريديت يونيون، فيرست إنترنت بنك  وايفانزفيل تيتشر فيرديل كريديت يونيون. بحلول نهاية عام 2016، أطلقت العشرات من اتحادات ديجيتل انسايد الائتمانية معرف بصمة العين.
لدى ايفريفاي أيضًا شراكات مع شركات التكنولوجيا الأخرى التي تخدم صناعة الخدمات المالية، بما في ذلك كومارك وهايبر وبيو كونيكت.